# Халмстад
Халмстад (швед. Halmstad) град је у Шведској, у југозападном делу државе. Град је у оквиру Халандског округа и његово је управно седиште и највећи град. Халмстад је истовремено и седиште истоимене општине.

## Природни услови
Халмстад се налази у југозападном делу Шведске и Скандинавског полуострва. Од главног града државе, Стокхолма, град је удаљен 500 км југозападно. 
Рељеф: Халмстад се сместио на источној обали Категата, дела Северног мора. На датом месту се у море улива речица Ране. Градско подручје је бреговито, а надморска висина се креће 0-40 м.
Клима у Халмстаду је континентална са утицајем мора и крајњих огранака Голфске струје. Стога су зиме блаже, а лета свежија у односу на дату географску ширину.
Воде: Халмстад се образовао на ушћу реке Нисан у Категат, залив Северног мора. река је на том месту створила добре услове за природну луку, што је омогићило развој града. Река дели град на западни и источни део.

## Историја
Халмстад се први пут помиње 1231. године. 1320. године започео је развој трговишта на датом месту. У овом раздобљу град и околина су у поседу Данске.
1619. је скоро читав град изгорео, изузев градског дворца, цркве и неколико камених кућа.
После споразума у Роскилдеу 1658. године Шведска добија подручја на данашњем југу државе, па се Халмстад припаја Шведској.
После два века таворења поновни замах Халмстад доживљава у другој половини 19. века са доласком индустрије и железнице. Ово благостање траје и дан-данас.

## Становништво
Халмстад је данас град средње величине за шведске услове. Град има око 59.000 становника (податак из 2010. г.), а градско подручје, тј. истоимена општина има око 93.000 становника (податак из 2012. г.). Последњих деценија број становника у граду расте.
До средине 20. века Халмстад су насељавали искључиво етнички Швеђани. Међутим, са јачањем усељавања у Шведску, становништво града је постало шароликије, али опет мање него у случају већих градова у држави.

## Привреда
Данас је Халмстад савремени град са посебно развијеном индустријом. Последње две деценије посебно се развијају трговина, услуге и туризам.

## Галерија
- Старо језгро Халмстада са северном капијом
- Халмстадски дворац
- Облакодер трговачког центра у Халстаду
- Главни трг Халмстада